# Krigarens dikt
Krigarens dikt är en historisk roman av Artur Lundkvist utgiven 1976.
Berättelsen är "en sannolik framställning av Alexander den stores handlingar och levnadsöden". Den skildrar Alexanders liv från uppväxten i Kungariket Makedonien till fälttåget mot persiska riket, belägringen av Tyros, olika fältslag och intagandet av Egypten och staden Babylon, där han plötsligt insjuknar och dör.
Boken är skriven i de gamla historieskrivarnas krönikestil och författaren eftersträvade med stöd av forskningen kring Alexander "att ge en allsidig och balanserad bild av den store erövraren. Utan att vara sig hylla eller nedvärdera honom utgör den ett försök att blottlägga de sammansatta drivkrafterna hos Alexander, samspelet av medvetna och omedvetna inslag, under föreställningen att hans livsgärning ska bli en dikt, motsvarande den homeriska Iliaden och legenderna om Dionysos."
Boken fick vid sin utgivning ett blandat mottagande. Lars Olof Franzén skrev "Det märkvärdiga med Artur Lundkvist är att han kan förvandla precis vad som helst till dikt av hög kvalitet." Lennart Bromander ansåg att det var "något av ett perfekt balanserat mästerverk." Lars Gustafsson var däremot negativ och tyckte att det var fråga om "en läsebok för gamla realskolan... formlös och suddig prosa."